# Glucosinolat
Glucosinolater er en gruppe naturligt forekommende thioglucosider i korsblomstrede planter: Have-Karse, Brøndkarse, Kål, Sennep og Peberrod blandt andre. Glucosinolater regnes generelt for sunde for mennesker, men kan også fremkalde sygdommen struma ("forstørret skjoldbruskkirtel") ved meget høje doser, højere end hvad der er realistisk for selv meget kålspisende mennesker. Derimod er det et problem ved fodring af landbrugsdyr, så i foderafgrøder som raps er glucosinolater generelt uønskede, mens de i grøntsager til menneskeføde generelt er ønskede. Glucosinolater  nedbrydes af enzymet myrosinase til aktive stoffer, bl.a. til sennepsolier (kemisk navn: isothiocyanater, som har den generelle formel R-N=C=S) og andre bittert-smagende og svagt giftige stoffer (f.eks. nitriler, oxazolidin-2-thioner og polymere indol-forbindelser). Både myrosinase og glucosinolater findes naturligt i planterne, men nedbrydningsreaktionen sker først når plantevævet knuses, f.eks. ved at blive tygget eller hakket. Derfor bliver f.eks. peberrod kun gradvis stærkt når man tygger i det, efterhånden som myrosinase nedbryder glucosinolat til sennepsolie. Kemisk set er reaktionen en hydrolyse af thioglucosid-bindingen. 
Glucosinolater er generelt væksthæmmende for dyr og afskrækkende for insekter. Nogle få specialiserede insekter, f.eks. kålsommerfugle, tiltrækkes dog af glucosinolater og/eller sennepsolier. Disse insektarter har udviklet et biokemisk forsvar mod glucosinolater og/eller sennepsolier, og kan derfor æde netop disse planter uden at tage skade. Et eksempel er nitrilspecificerende protein i kålsommerfuglens larve. Mange af disse tilpassede insekter er specialiserede så de udelukkende æder glucosinolat-holdige planter. De har karakteristiske navne som kålsommerfugl, kålmøl, raps-jordloppe, kål-bladhveps, kål-bladlus, etc.).
En særlig kendt sennepsolie er sulforaphan, som findes i broccoli og en del andre kålsorter, og som menes at have sundhedsfremmende egenskaber, herunder måske forebyggelse af visse typer kræft. Forstadiet til sulforaphan er et glucosinolat der kaldes glucoraphanin. Både sulforaphan og glucoraphanin blev opdaget af den danske kemiker Anders Kjær (1919-2012), og er i dag blandt verdens mest kendte naturstoffer med formodet helbredsfremmende virkning. Sulforaphans formodede kræfthæmmende effekt kan bl.a. skyldes en molekylær hæmning af enzymet histondeacetylase og stimulering af syntese af såkaldte fase-2 enzymer (som medvirker til at fjerne giftstoffer) i bl.a. lever og tarm. Mange andre sennepsolier har samme egenskab. Populært kan man sige at en lille mængde sennepsolie er sundt fordi kroppen reagerer ved at styrke sit forsvar mod giftstoffer, hvorved også andre giftstoffer bliver uskadeliggjort.

## Eksterne links
- Giftfri rapskage til danske svin og fjerkræ. Videnskab.dk
- Naturens egen kemi. Af Anne Louise Gimsing og Karina Knudsmark Jessing Arkiveret 2. februar 2014 hos  Wayback Machine